# 그리주 음보크 바티
그리주 인다 콜레트 음보크 바티 은카(프랑스어: Griedge Yinda Colette Mbock Bathy Nka, 1995년 2월 26일 ~ )는 프랑스의 카메룬계 여자 축구 선수이다. 포지션은 수비수이며, 현재 프랑스 디비지옹 1 페미닌의 올랭피크 리옹에서 활동하고 있다.

## 클럽 경력
2010년에 스타드 브리오생(현재의 EA 갱강)에 입단하면서 디비지옹 1 페미닌 무대에 데뷔했다. 2015년에 올랭피크 리옹과 4년 계약을 체결하면서 이적했다.

## 국가대표 경력
아제르바이잔에서 개최된 2012년 FIFA U-17 여자 월드컵에서 프랑스의 우승에 기여했으며 해당 대회에서 골든볼을 수상하는 영예를 안았다. 웨일스에서 개최된 2013년 UEFA U-19 여자 축구 선수권 대회에서는 독일과의 준결승전 경기에서 퇴장을 당하면서 결승전에 나서지 못했지만 프랑스는 결승전에서 잉글랜드를 2-0으로 누르고 우승을 차지하게 된다.
2013년 11월에 열린 불가리아와의 2015년 FIFA 여자 월드컵 유럽 지역 예선 경기에서 처음 출전하면서 프랑스 여자 축구 국가대표팀 선수로 데뷔했으며 프랑스는 불가리아에 10-0 승리를 기록했다. 캐나다에서 개최된 2014년 FIFA U-20 여자 월드컵에서는 프랑스가 3위를 차지하는 데에 기여했고 해당 대회에서 실버볼을 수상했다. 2015년 FIFA 여자 월드컵, 2016년 리우데자네이루 하계 올림픽, UEFA 여자 유로 2017, 2019년 FIFA 여자 월드컵에 참가한 프랑스 여자 축구 국가대표팀 명단에 이름을 올렸다.

## 수상

### 클럽
올랭피크 리옹
- 디비지옹 1 페미닌 4회 우승 (2015-16, 2016-17, 2017-18, 2018-19)
- 쿠프 드 프랑스 페미닌 3회 우승 (2015-16, 2016-17, 2018-19)
- UEFA 여자 챔피언스리그 4회 우승 (2015-16, 2016-17, 2017-18, 2018-19)

### 국가대표
- 2012년 FIFA U-17 여자 월드컵 우승
- 2013년 UEFA U-19 여자 축구 선수권 대회 우승
- 2014년 FIFA U-20 여자 월드컵 3위
- 2017년 시빌리브스컵 우승

### 개인
- 2012년 FIFA U-17 여자 월드컵 골든볼 수상
- 2014년 FIFA U-20 여자 월드컵 실버볼 수상
- 2015-16 시즌 국가 프로 축구 선수 연합 선정 올해의 여자 청소년 축구 선수 수상